# Craiglethy
Craiglethy är ett skär i Storbritannien.   Det ligger i kommunen Aberdeenshire och riksdelen Skottland, i den norra delen av landet, 600 km norr om huvudstaden London. 
```
 Närmaste större samhälle är 
Stonehaven
, 
5,3
 km norr om Craiglethy.
```